# Corni (gmina w okręgu Gałacz)
Corni – gmina w Rumunii, w okręgu Gałacz. Obejmuje miejscowości Corni, Măcișeni i Urlești. W 2011 roku liczyła 2066 mieszkańców. 